# Zbór Śląskiego Kościoła Ewangelickiego Augsburskiego Wyznania w Olbrachcicach
Zbór parafialny Śląskiego Kościoła Ewangelickiego Augsburskiego Wyznania w Olbrachcicach (cz. Farní sbor Slezské církve evangelické augsburského vyznání v Albrechticích) – zbór (parafia) luterańska w Olbrachcicach, należąca do senioratu cieszyńsko-hawierzowskiego Śląskiego Kościoła Ewangelickiego Augsburskiego Wyznania, w kraju morawsko-śląskim, w Czechach.
W 1860 powstała tu szkolna gmina, a dwa lata później ukończono budowę szkoły ewangelickiej, w której z czasem zaczęto odprawiać nabożeństwa czyniąc ją stacją kaznodziejską. W 1910 wybudowano kaplicę cmentarną. W latach 1946–1948 wybudowano kościół. W 1950 roku miał się odbyć IV Regularny Synod a w związku z tym rozpoczęto przygotowania do podzielenia dotychczasowych zbyt dużych zborów i utworzenia nowych, w tym zboru w Olbrachcicach. Pierwszym pastorem został Pavel Roman (do 1979). Zastąpił go Stanisław Piętak, późniejszy biskup Kościoła. W trakcie jego służby wybudowano probostwo i powiększono salę zborową, poświęcone w 1989. Trzecim i obecnym pastorem od 1992 jest Libor Šikula.